# Цзяндун
Цзяндун (江东区) — бывший Район города субпровинциального значения Нинбо провинции Чжэцзян.

## География
Район Цзяндун расположен на равнине, прорезанной густой речной сетью. Район богат водными ресурсами.

## История
Район Цзяндун был образован в мае 1951 года выделением из уезда Иньчжоусянь. В 2016 году район был присоединён к району Иньчжоу.

## Административное деление
В район Цзяндун входят 8 уличных комитетов: БайЧжан (百丈街道)、ФуМин (福明街道)、ДунЛю (东柳街道)、ДунШэн (东胜街道)、МинЛоу (明楼街道)、ДунЦзяо (东郊街道)、БайХэ (白鹤街道)、СиньМин (新明街道).